# Republika Zielonego Przylądka na Mistrzostwach Świata w Lekkoatletyce 2019
Republika Zielonego Przylądka na Mistrzostwach Świata w Lekkoatletyce 2019 – reprezentacja Republiki Zielonego Przylądka podczas mistrzostw świata w Doha liczyła tylko jedną zawodniczkę.

## Skład reprezentacji

### Kobiety
| Zawodniczka  | Konkurencja    | Eliminacje | Eliminacje | Półfinał | Półfinał | Finał | Finał   |
| Zawodniczka  | Konkurencja    | Wynik      | Pozycja    | Wynik    | Pozycja  | Wynik | Pozycja |
| ------------ | -------------- | ---------- | ---------- | -------- | -------- | ----- | ------- |
| Carla Mendes | bieg na 1500 m | 4:23,56    | 34.        | NQ       | NQ       | NQ    | NQ      |